# Carcassonne (jogo de tabuleiro)
Carcassonne é um jogo de tabuleiro desenvolvido por Klaus-Jürgen Wrede e publicado originalmente em alemão em 2000 por Hans im Glück, em inglês pela Rio Grande Games (substituída em 2012 pela Z-Man Games) e em português pela Devir em 2002. Premiado com a Spiel des Jahres em 2001 como o melhor jogo do ano. É um jogo de enorme sucesso, com mais de dez milhões de jogos vendidos.
O jogo tem o nome da cidade medieval fortificada de Carcassona, no sul da França, famosa por suas muralhas da cidade. O jogo gerou muitas expansões e spin-offs e várias versões de computador, console e celular. Uma nova edição, com arte atualizada foi lançada em 2014.
O objetivo do jogo é a construção de cidades medievais fortificadas, campos, estradas e mosteiros, com o uso de peças. O tabuleiro do jogo vai ganhando novas formas turno após turno, fazendo com que nenhum jogo seja igual ao anterior.
Carcassonne é considerado um excelente "jogo de entrada" por muitos jogadores, pois é um jogo que pode ser usado para introduzir novos jogadores em jogos de tabuleiro. As regras são simples, ninguém é eliminado e a cada turno é rápido. Um jogo, sem expansões, leva cerca de 30/45 minutos para ser jogado. Há um componente substancial de sorte no jogo, mas boas táticas melhoram muito as chances de ganhar.

## Jogabilidade
O jogo começa com uma única peça de terreno virada para cima, enquanto outras 71 peças serão sorteadas ao longo do jogo pelos jogadores. Em cada turno, um jogador sorteia uma nova peça de terreno e a coloca adjacente a outra(s) peça(s) já existente(s). A nova peça deve ser colocada de maneira coerente aos segmentos de mapa: as estradas devem se conectar com a estradas, campos a campos e cidades a cidades.
Depois de colocar cada nova peça, o jogador que fizer a colocação pode optar por posicionar um "peão", chamado de "seguidor" ou "meeple", em uma estrutura da peça recém colocada — sendo que o jogador não pode usar seu seguidor para reivindicar qualquer estrutura já ocupada por outro jogador. No entanto, é possível que as estruturas de terreno ocupadas por jogadores adversários sejam compartilhadas no decorrer da partida, devido a posicionamentos subsequentes de peças.
O jogo termina quando a última peça for colocada. Todos as estruturas (incluindo campos) marcam pontos para os jogadores com mais seguidores nelas. O jogador com mais pontos ganha o jogo.

### Pontuação
Durante os turnos dos jogadores, as cidades, mosteiros e estradas são pontuados quando são concluídos. As cidades e estradas são consideradas concluídas quando não contêm bordas inacabadas que podem ser expandidas. Os mosteiros são finalizados quando estão cercados por oito peças. Os pontos de campo são contabilizados apenas ao final da partida. Os pontos são concedidos aos jogadores com mais seguidores em um recurso; se houver um empate para o maior número de seguidores em qualquer estrutura, todos os jogadores empatados recebem o número total de pontos.
No final do jogo, quando não houver peças restantes, a pontuação de campos e das estruturas incompletas é contabilizada. Os campos pontuam com base no número de cidades concluídas conectadas.
| Estrutura | Pontuação quando completado durante o jogo        | Pontuação no final do jogo                                |
| --------- | ------------------------------------------------- | --------------------------------------------------------- |
| Cidade    | 2 pontos por peça + 2 pontos por cada escudo      | 1 pontos por peça + 1 pontos por cada escudo              |
| Estrada   | 1 ponto por peça                                  | 1 ponto por peça                                          |
| Mosteiro  | 1 ponto + 1 ponto cada peça vizinha (9 no máximo) | 1 ponto + 1 ponto cada peça vizinha                       |
| Campo     | Não pontuado                                      | 3 pontos para cada cidade completa em contato com o campo |

## Expansões
Várias expansões oficiais para Carcassonne foram publicadas, o que adiciona novas regras, aumenta no número de jogadores, adiciona novas peças e novos tipos de seguidores. Essas expansões são geralmente compatíveis umas com as outras e podem ser jogadas juntas.
Lista das principais expansões para Carcassonne:
1. Pousadas e Catedrais
2. Comerciantes e Construtores
3. A Princesa e o Dragão
4. A Torre
5. A Abadia e o Alcaide
6. Count, King & Robber
7. Catapult
8. Mercados e Pontes
9. Colinas e Ovelhas
10. Under the Big Top

## Torneios e campeonatos mundiais
Os torneios internacionais de Carcassonne foram realizados na Alemanha entre os anos de 2003 e 2005.
O primeiro Campeonato Mundial oficial de Carcassonne foi realizado na feira SPIEL em Essen, Alemanha, em 2006. Um campeonato mundial anual é realizado na SPIEL todos os anos desde 2006, com exceção dos campeonatos de 2010 e 2023, que foram realizados durante SPIEL, mas em um local alternativo em Herne, Alemanha. Ralph Querfurth foi campeão mundial em quatro edições.
| Ano  | Campeão                 | Segundo                 | Terceiro           | Quarto              | Participantes |
| ---- | ----------------------- | ----------------------- | ------------------ | ------------------- | ------------- |
| 2006 | Ralph Querfurth         | Michael Wischounig      | David Korejtko     | David Erdos         | 16            |
| 2007 | Sebastian Trunz         | Chen Wei-Chi            | Janne Jaula        | Henrik Fürstenberg  | 20            |
| 2008 | Ralph Querfurth         | Martin Mojžiš           | Sebastian Trunz    | Stefan Leopoldseder | 20            |
| 2009 | Ralph Querfurth         | Daniel Geromboux        | Matej Tabak        | Petri Savola        | 20            |
| 2010 | Ralph Querfurth         | Martin Mojžiš           | Matej Tabak        | Randy Dreger        | 22            |
| 2011 | Els Bulten              | Shinnosuke Komukai      | Robert Mützner     | Martin Moijzis      | 24            |
| 2012 | Martin Mojžiš           | Stefan Leopoldseder     | Matej Tabak        | Els Bulten          | 26            |
| 2013 | Pantelis Litsardopoulos | Martin Mojžiš           | Aleksejs Peguševs  | Maciej Śmieszek     | 36            |
| 2014 | Takafumi Mochizuki      | Pantelis Litsardopoulos | Matej Tabak        | Ricardo Gomes       | 34            |
| 2015 | Pantelis Litsardopoulos | Takafumi Mochizuki      | Els Bulten         | Humberto Fukuda     | 32            |
| 2016 | Vladimir Kovalev        | Pantelis Litsardopoulos | Vannes Vansina     | Matej Tabak         | 36            |
| 2017 | Tomasz Preuss           | Pantelis Litsardopoulos | Davide Sandrin     | Matej Tabak         | 38            |
| 2018 | Genro Fujimoto          | Marian Curcan           | Kolja Stratmann    | Tomasz Preuss       | 34            |
| 2019 | Marian Curcan           | Ying Chien Chien        | Timofei Gretsenko  | Paolo Ballabeni     | 36            |
| 2021 | Maciej Polak            | Melvin Quaresma         | Tomasz Preuss      | Nuno Torres         | 42            |
| 2022 | Árpád Gere              | Min-Wei Chen            | Martin Mojžiš      | Hogne Jorgensen     | 34            |
| 2023 | Matt Tucker             | Aleksejs Peguševs       | Patrick Bekkenutte | Xiangyu Qin         | 42            |
| 2024 | Daniel Angelats         | Josef Tihon             | Ning Ding          | Bogdan Curcan       | 46            |

### Campeonato Mundial Online de Equipes de Carcassonne
O Campeonato Mundial Online de Equipes de Carcassonne (WTCOC) foi estabelecido em resposta ao cancelamento do Campeonato Mundial em 2020. A comunidade de Carcassonne na Catalunha tomou a iniciativa de criar um campeonato global online para equipes, que seria disputado ao longo de várias semanas na plataforma online Board Game Arena. A primeira edição foi conquistada pela equipe japonesa. Em 2021, uma segunda edição foi realizada, marcando um marco significativo com o apoio oficial da editora Hans Im Gluck e do Spielzentrum ao campeonato.
O WTCOC se estabeleceu como um evento anual desde então e entrou para o calendário oficial das editoras do jogo ao redor do mundo.
| Year | Campeão mundial | Vice-campeão | 3º       | 4º          | Equipes participantes |
| ---- | --------------- | ------------ | -------- | ----------- | --------------------- |
| 2020 | Japão           | Rússia       | Alemanha | Romênia     | 21                    |
| 2021 | Japão           | Rússia       | Romênia  | Catalunha   | 29                    |
| 2022 | Japão           | China        | RCP      | Portugal    | 25                    |
| 2023 | China           | RCP          | Letônia  | Espanha     | 32                    |
| 2024 | Japão           | França       | Hungria  | Reino Unido | 36                    |

## Campeonato Nacional do Brasil
O campeonato nacional brasileiro teve início  em 2015, tendo como primeiro campeão nacional o jogador Humberto Seiji Fukuda, marcando toda primeira geração de jogadores competitivos de elite do Brasil. Fukuda foi campeão na segunda edição, em 2016 e foi o único jogador brasileiro a alcançar o top 4 em todas as edições do nacional até 2022.
Em 2018, surge um novo grande expoente do Carcassonne brasileiro: Melvin Quaresma, marcando a segunda geração dos jogadores de elite do Brasil. No campeonato nacional de 2018, alcançou o terceiro lugar. No mesmo ano, alcançou pela primeira vez a primeira colocação no ranking mundial online do jogo. Em 2021, Quaresma representou o país no Campeonato Mundial e alcançou o segundo lugar, sendo esta a melhor colocação de um jogador das Américas na competição.
| Ano  | Campeão nacional                                                                    | Vice-campeão                                                                        | 3º                                                                                  | 4º                                                                                  | Modo       |
| ---- | ----------------------------------------------------------------------------------- | ----------------------------------------------------------------------------------- | ----------------------------------------------------------------------------------- | ----------------------------------------------------------------------------------- | ---------- |
| 2015 | Humberto Fukuda                                                                     | Luciano Soares                                                                      | Bruna Artoni                                                                        | Douglas Aguilar                                                                     | Presencial |
| 2016 | Humberto Fukuda                                                                     | Douglas Aguilar                                                                     | Adriano Benia                                                                       | Felipe Godoi                                                                        | Presencial |
| 2017 | Guilherme Ziegler                                                                   | Humberto Fukuda                                                                     | Rodrigo Amorim                                                                      | Igor Machado                                                                        | Presencial |
| 2018 | Douglas Aguilar                                                                     | Rodrigo Amorim                                                                      | Melvin Quaresma                                                                     | Humberto Fukuda                                                                     | Presencial |
| 2019 | Paulo Castro                                                                        | Humberto Fukuda                                                                     | Anderson Plácido                                                                    | Danielle Bouças                                                                     | Presencial |
| 2020 | Pablo Ribeiro, Rodrigo Amorim, Melvin Quaresma, Fabio Sanches e Douglas Aguilar.*** | Pablo Ribeiro, Rodrigo Amorim, Melvin Quaresma, Fabio Sanches e Douglas Aguilar.*** | Pablo Ribeiro, Rodrigo Amorim, Melvin Quaresma, Fabio Sanches e Douglas Aguilar.*** | Pablo Ribeiro, Rodrigo Amorim, Melvin Quaresma, Fabio Sanches e Douglas Aguilar.*** | On-line    |
| 2021 | Alcides Júnior                                                                      | Melvin Quaresma                                                                     | Paulo Castro, Kauã Xavier                                                           | Paulo Castro, Kauã Xavier                                                           | On-line    |
| 2022 | Erick Matheus                                                                       | Fernando Mejuto                                                                     | Humberto Fukuda                                                                     | Bernardo Freitas                                                                    | Presencial |
| 2023 | Fábio Sanches                                                                       | Bernardo Freitas                                                                    | Pablo Ribeiro                                                                       | Felipe Godoi                                                                        | Presencial |
| 2024 | Guilherme Ziegler                                                                   | Edmundo Chamon                                                                      | Erick Matheus                                                                       | Fábio Sanches                                                                       | Presencial |

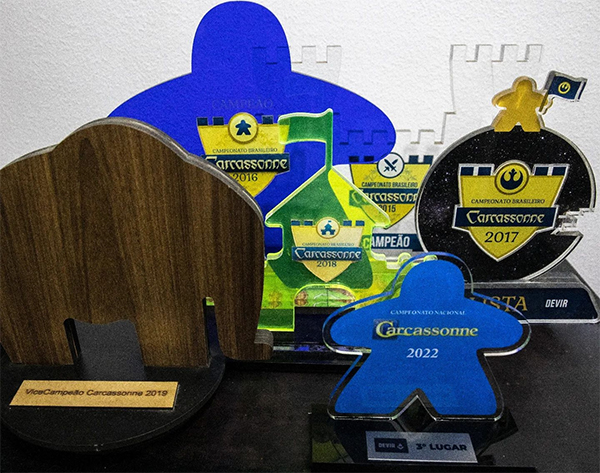
Troféus de campeonatos nacionais brasileiros presenciais de 2015 a 2022

*** Em 2020, durante a pandemia de COVID-19, a Spielezentrum Herne, organizadora do Campeonato Mundial de Carcassonne, não realizou o evento. A editora brasileira, Devir, organizou um torneio nomeado Campeonato Interdeveriano de Carcassonne, com cinco etapas. Os campeões brasileiros na ocasião foram: Pablo Ribeiro, Rodrigo Amorim, Melvin Quaresma, Fabio Sanches e Douglas Aguilar. 

## Organização Carcassonne Brasil
Fundada em agosto de 2020 pelos jogadores Humberto Fukuda e Melvin Quaresma, a organização Carcassonne Brasil reúne jogadores da modalidade de todo o país. No website do Carcassonne Brasil é possível encontrar diversos conteúdos relacionados ao esporte e também informações relacionadas aos torneios promovidos pelo grupo. Além da organização brasileira, outros grupos fomentam a cena competitiva de Carcassonne em seus respectivos países, como as organizações Carcassonne México e Carcassonne Catalunha.